# Temporada 1972-1973 del RCD Espanyol
Dades de la Temporada 1972-1973 del RCD Espanyol.

## Fets Destacats
- 13 d'agost de 1972: Torneig Ciutat de Palma: Eintracht Frankfurt 3 - Espanyol 1[3]
- 15 d'agost de 1972: Torneig Ciutat de Palma: RCD Mallorca 0 - Espanyol 3[4]
- 23 de setembre de 1972: Lliga: Espanyol 4 - UD Las Palmas 0[5]
- 12 de novembre de 1972: Lliga: Espanyol 3 - València CF 0[6]
- 14 de febrer de 1973: Noces d'Or de Sarrià: Selecció de futbol de Romania 2 - Espanyol 0[7]
- 4 de març de 1973: Lliga: FC Barcelona 0 - Espanyol 1[8]
- 21 d'abril de 1973: Lliga: Espanyol 1 - Reial Madrid 0[9]
- 20 de maig de 1973: L'Espanyol assoleix la tercera posició a la lliga, a tres punts del campió l'Atlètic de Madrid
- 17 de juny de 1973: Gira per Extrem Orient: Selecció de Hong Kong 0 - Espanyol 3[10]
- 20 de juny de 1973: Gira per Extrem Orient: FC Torino 1 - Espanyol 1[11]
- 28 de juny de 1973: Torneo Ibérico de Badajoz: Estrella Roja de Belgrad 1 - Espanyol 0[12]
- 30 de juny de 1973: Torneo Ibérico de Badajoz: CD Málaga 1 - Espanyol 2[13]

## Resultats i Classificació
- Lliga d'Espanya: Tercera posició amb 45 punts (34 partits, 17 victòries, 11 empats, 6 derrotes, 48 gols a favor i 27 en contra).
- Copa d'Espanya: Eliminà l'Atlètic de Madrid a vuitens de final, però fou eliminat pel Deportivo de La Coruña a quarts de final.

## Plantilla
| P   | Jugador                   | Lliga | Lliga | Copa d'Espanya | Copa d'Espanya |
| P   | Jugador                   | PJ    | G     | PJ             | G              |
| --- | ------------------------- | ----- | ----- | -------------- | -------------- |
| POR | José Luis Borja           | 34    | -27   | 4              | -3             |
| POR | Joan Josep Bertomeu       | -     | -     | -              | -              |
| POR | Alejandro Samper          | -     | -     | -              | -              |
| POR | Antoni Blanch             | -     | -     | -              | -              |
| DEF | Pedro de Felipe           | 34    | -     | 4              | -              |
| DEF | Rafael Granero            | 34    | -     | 4              | -              |
| DEF | Miguel Ángel Ochoa        | 32    | -     | 2              | -              |
| DEF | Antoni Carbonell          | 13    | 1     | 2              | -              |
| DEF | José Antonio Ramos        | 7     | -     | 2              | -              |
| DEF | José Figuerola            | -     | -     | -              | -              |
| DEF | Miquel Albert             | -     | -     | -              | -              |
| MIG | Manuel Polinario Poli     | 33    | 3     | -              | -              |
| MIG | Daniel Solsona            | 30    | 6     | 4              | 1              |
| MIG | Jesús Glaría              | 28    | 1     | 4              | -              |
| MIG | José Luis Romero          | 18    | -     | 4              | -              |
| MIG | Rodolfo Rivero            | 2     | -     | -              | -              |
| MIG | Francisco Marfil          | 1     | -     | -              | -              |
| MIG | Francesc Villaronga       | -     | -     | -              | -              |
| DAV | Juan María Amiano         | 34    | 13    | 4              | 1              |
| DAV | Pepín Cabezas             | 32    | 2     | 2              | -              |
| DAV | Roberto Martínez          | 30    | 14    | 4              | 1              |
| DAV | José María García Lavilla | 29    | 4     | 4              | -              |
| DAV | Rafael de Diego           | 14    | 3     | 3              | 1              |
| DAV | Juan María                | 4     | -     | -              | -              |
| DAV | Miguel Ángel Lamata       | -     | -     | -              | -              |
| DAV | Enrique Gonzalo           | -     | -     | -              | -              |
| DAV | Paco Flores               | -     | -     | -              | -              |